# Liste der Rekorde der Tu-144

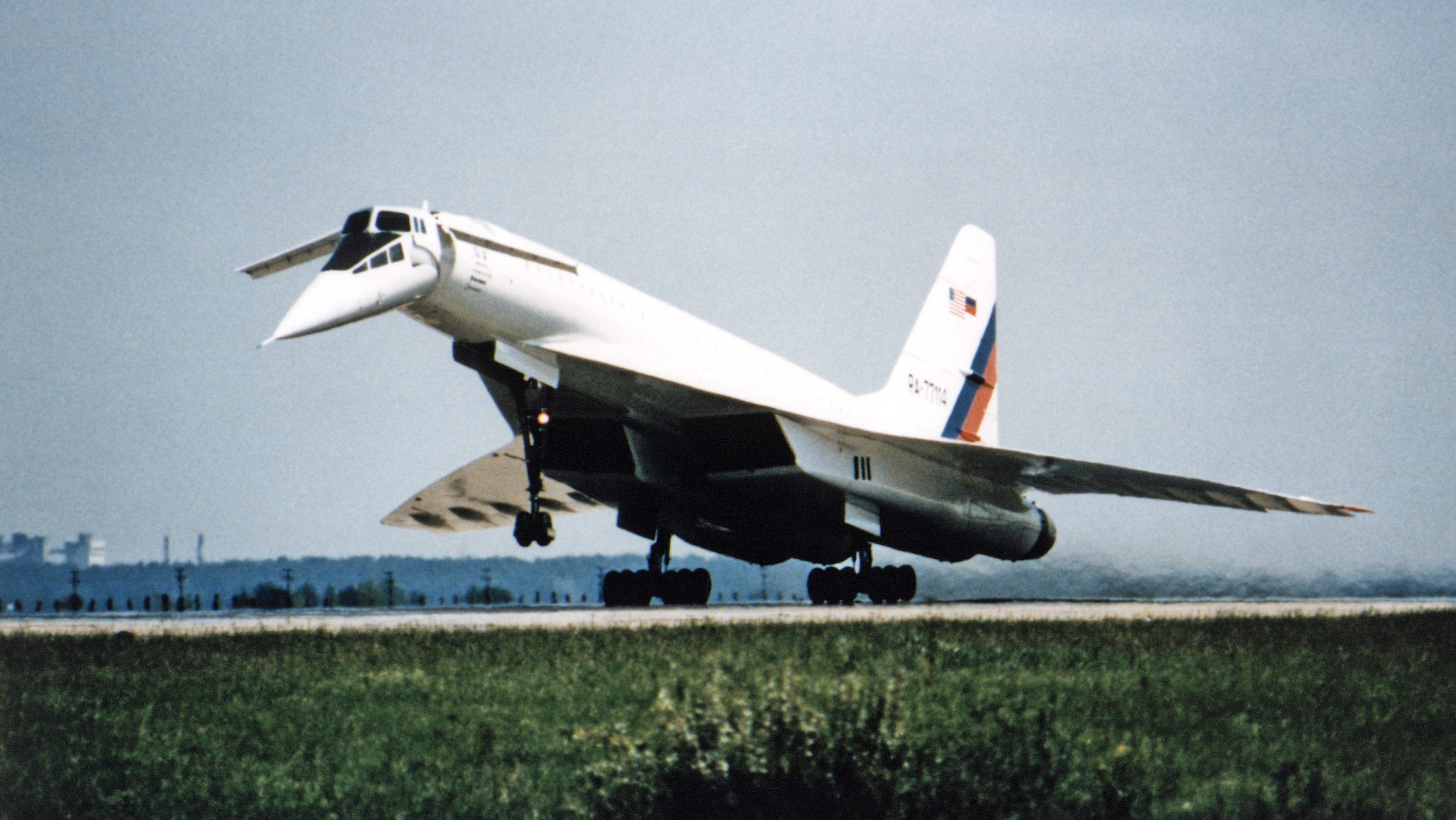
Tu-144D-Prototyp 08-2 als „Fliegendes Labor“ 1997 beim Start in Schukowski

Die Liste der Rekorde der Tu-144 enthält die drei Weltrekorde, die im Jahre 1983 mit der Tupolew Tu-144 aufgestellt wurden.

## Rekordflugzeug
Für die Rekordflüge wurde der Tu-144D-Prototyp №08-2 mit dem Kennzeichen 77114 genutzt, der erstmals am 13. April 1981 geflogen war. Er wurde für die FAI-Anmeldung als „Flugzeug 101“ bezeichnet. Die FAI-Funktionäre waren so nicht in der Lage, den Typ des Rekordflugzeugs richtig zu identifizieren, und nahmen an, das Flugzeug 101 sei die Tu-160. Aufgrund der Änderung der FAI-Regeln sind allerdings alle Rekorde überholt.
Die №08-2 flog von 1981 bis 1990 insgesamt 82 Stunden und 40 Minuten und führte nach einer Aufrüstung vom 29. November 1996 bis zum 14. April 1999 unter der Bezeichnung Tu-144LL weitere 27 Testflüge durch, während der ersten Testphase mit Kolessow-RD-36-51А-Triebwerken, während der zweiten mit Kusnezow NK-32-1. Danach stand sie ohne Triebwerke im LII in Ramenskoje (Schukowski).
Alle Rekorde dieser Tu-144, die nie Passagiere transportiert hatte, haben Bestand.

## Piloten
- Kommandant: Sergei Timofejewitsch Agapow
- Kopilot: Boris Iwanowitsch Weremei

## Rekorde
FAI-Klasse C-1-M/3
| Datum           | Art des Rekords                                             | Erreichte Werte |
| --------------- | ----------------------------------------------------------- | --------------- |
| 13. Juli 1983   | Geschwindigkeit auf 1000-km-Rundkurs mit 30.000 kg Nutzlast | 2031,546 km/h   |
| darin enthalten | Geschwindigkeit auf 1000-km-Rundkurs mit 20.000 kg Nutzlast | 2031,546 km/h   |
| darin enthalten | Geschwindigkeit auf 1000-km-Rundkurs mit 10.000 kg Nutzlast | 2031,546 km/h   |
| darin enthalten | Geschwindigkeit auf 1000-km-Rundkurs mit 5.000 kg Nutzlast  | 2031,546 km/h   |
| 20. Juli 1983   | Geschwindigkeit auf 2000-km-Rundkurs mit 30.000 kg Nutzlast | 2012,257 km/h   |
| darin enthalten | Geschwindigkeit auf 2000-km-Rundkurs mit 20.000 kg Nutzlast | 2012,257 km/h   |
| darin enthalten | Geschwindigkeit auf 2000-km-Rundkurs mit 10.000 kg Nutzlast | 2012,257 km/h   |
| darin enthalten | Geschwindigkeit auf 2000-km-Rundkurs mit 5.000 kg Nutzlast  | 2012,257 km/h   |
| 20. Juli 1983   | Höhe mit 30.000 kg Nutzlast                                 | 18.200 m        |
| darin enthalten | Höhe mit 25.000 kg Nutzlast                                 | 18.200 m        |
| darin enthalten | Höhe mit 20.000 kg Nutzlast                                 | 18.200 m        |
| darin enthalten | Höhe mit 15.000 kg Nutzlast                                 | 18.200 m        |
| darin enthalten | Höhe mit 10.000 kg Nutzlast                                 | 18.200 m        |

Die erreichten Geschwindigkeiten auf den 1000- und 2000-km-Rundkursen bedeuteten auch die entsprechenden Geschwindigkeitsrekorde mit 15.000 und 25.000 kg Nutzlast; offiziell wurden diese Rekorde jedoch von der Sowjetunion im FAI-Protokoll nicht geltend gemacht, da entschieden wurde, diese vier „Rekorde“ mit der Tu-160 aufzustellen. Die Tu-160 erreichte diese „Rekorde“ am 31. Oktober 1989 bei einer geringeren Geschwindigkeit, nämlich 1731,40 km/h beziehungsweise 1678 km/h.